# 24H Ottawa
24H Ottawa était un journal quotidien urbain de Sun Média, publié cinq jours par semaine. Il a fermé en 2013. Ce quotidien était disponible dans des distributrices en extérieur, dans des casse-croûtes ou autre endroit facile à accéder et présente un mélange de nouvelles locales, d'articles de divertissement et d'art de vivre. 24H Ottawa touchait autant les professionnels que les jeunes adultes et réunit chaque semaine plus de 49 000 lecteurs et cumulait sur cinq jours un lectorat d'environ 127 000 personnes. L'éditeur de 24 Hours Ottawa était Rick Gibbons et l'éditeur de 24 Heures Ottawa était Michel Desbiens puisqu'on trouvait 24heures (en français) et 24hours (en anglais).

## Création et fonctionnement
Le quotidien 24 Heures Ottawa a est lancé le 15 novembre 2006 par la corporation Sun Média sous format tabloïd et offrait aux lecteurs des photos, des graphiques et des espaces publicitaires. On y trouvait des nouvelles, du sport, des casse-têtes, du divertissement, des petites annonces. Sun média a ajouté également des sections sur l'éducation, les carrières, la finance, les maisons, l'automobile et en fin les modes de vie. Ce journal quotidien transmettait l'information aux lecteurs pressés puisqu'il a été conçu pour être livré rapidement et distribué. Il était produit du lundi au vendredi à l'aide de la technologie de l'imprimerie Mirabel.
Les quotidiens 24 hours et 24 heures Ottawa ont généré la création de 24 emplois à temps complet dans le domaine de rédaction éditorial et sont parvenus à joindre plus de 800 000 lecteurs.

## Lectorat et concurrents
Le quotidien 24 heures à Vancouver, Montréal et Toronto sont par ailleurs les premiers dans la catégorie de nombre de lecteurs. En effet, d'après l’enquête de NADbank (Newspaper Audience Databank), 24 heures Vancouver rejoint 76 % de lecteurs âgés de plus de 18 ans avec un lectorat par semaine de 251 700 personnes contre 49 000 à Ottawa en 2010. Et un lectorat cumulé sur cinq jours de 573 300 à Vancouver contre seulement 127 800 à Ottawa. Quant à Toronto et Montréal, eux, sont les principaux concurrents de 24 heures Ottawa avec 289 500 lecteurs par semaine à Toronto et 279600 à Montréal.

## Fermeture
Mardi 16 juillet 2013, Sun Media a annoncé une coupure de 360 postes et une fermeture de 11 publications à travers le Canada notamment ses quotidiens gratuit 24 Heures à Ottawa, Calgary et Edmonton et ce à partir du 2 août. Cette décision est d'abord pour des raisons économiques ; en effet, l’éditeur du journal a déclaré que ces coupures devraient générer des économies annuelles d'environ 55 M$. L'entreprise souhaiterait continuer à être le principal fournisseur nouvelle de média au Canada, tout en étant la plus rentable. D'autre part, Sun Média décide de fermer ses trois journaux  24 Heures afin de pouvoir se concentrer sur un seul journal urbain dans chaque marché. De plus aujourd’hui la population, plus particulièrement les jeunes, s'informent plutôt à partir de sources numériques telles que les ordinateurs, les tablettes, etc. Par ailleurs l'entreprise continuera la diffusion de 24H à Montréal, Toronto et Vancouver où se trouve un système de transport en commun développé qui expliquerait la poursuite de la publication de ces journaux gratuits.